# Marco Antônio de Macedo
Marco Antônio de Macedo (Jaicós, 18 de junho de 1808 — Stuttgart, 15 de dezembro de 1872) foi um erudito, magistrado e político brasileiro. Filho de Antônio de Macedo Pimentel e de uma mulher indígena acoroaz cujo nome está apagado, fruto da típica violência colonial.
Foi presidente da província do Piauí, de 7 de setembro de 1847 a 14 de março de 1848.
Viajou por Europa, Oriente Médio e África do Norte.